# Campionati del mondo di atletica leggera 2009 - 800 metri piani femminili
La gara degli 800 metri piani femminili dei Campionati del mondo di atletica leggera 2009 si è svolta tra il 16 e il 19 agosto.

## Podio
| Pos.    | Atleta                    | Nazionalità | Tempo   |
| ------- | ------------------------- | ----------- | ------- |
| Oro     | Caster Semenya            | Sudafrica   | 1'55"45 |
| Argento | Janeth Jepkosgei Busienei | Kenya       | 1'57"90 |
| Bronzo  | Jennifer Meadows          | Regno Unito | 1'57"93 |

## Situazione pre-gara

### Record
Prima di questa competizione, il record del mondo (RM) e il record dei campionati (RC) erano i seguenti:
| Record                | Prestazione | Atleta                               | Data                                       | Competizione  |
| --------------------- | ----------- | ------------------------------------ | ------------------------------------------ | ------------- |
| Record mondiale       | 1'53"28     | Jarmila Kratochvílová Cecoslovacchia | 26 luglio 1983 Monaco di Baviera, Germania |               |
| Record dei campionati | 1'54"68     | Jarmila Kratochvílová Cecoslovacchia | 9 agosto 1983 Helsinki, Finlandia          | Mondiali 1983 |

### Campionesse in carica
Le campionesse in carica a livello olimpico e mondiale erano:
| Campione | Atleta                 | Prestazione | Data                           | Competizione         |
| -------- | ---------------------- | ----------- | ------------------------------ | -------------------- |
| Olimpico | Pamela Jelimo Kenya    | 1'54"87     | 18 agosto 2008 Pechino, Cina   | Giochi olimpici 2008 |
| Mondiale | Janeth Jepkosgei Kenya | 1'56"04     | 28 agosto 2007 Osaka, Giappone | Mondiali 2007        |

### La stagione
Prima di questa gara, le atlete con le migliori tre prestazioni dell'anno erano:
| Pos. | Atleta                    | Prestazione | Data                                        |
| ---- | ------------------------- | ----------- | ------------------------------------------- |
| 1    | Caster Semenya Sudafrica  | 1'56"72     | 31 luglio 2009 Bambous, Mauritius           |
| 2    | Maggie Vessey Stati Uniti | 1'57"84     | 28 luglio 2009 Monaco, Principato di Monaco |
| 3    | Mariya Savinova Russia    | 1'57"90     | 1º luglio 2009 Mosca, Russia                |

## Risultati[2]

### Turni eliminatori
| 6 Batterie   | 16 agosto | 45 iscritte   | Si qualificano le prime 3 (Q) + i 6 migliori tempi (q). | ore 10,10 |
| 3 Semifinali | 17 agosto | 8 + 9 + 8     | Si qualificano le prime 2 (Q)+ i 2 migliori tempi (q).  | ore 19,30 |
| Finale       | 19 agosto | 8 concorrenti | -                                                       | ore 21,35 |

### Batterie
Domenica 16 agosto 2009
| Pos. | Atleta                    | Nazione     | Tempo   | Note |
| ---- | ------------------------- | ----------- | ------- | --- |
| 1    | Caster Semenya            | Sudafrica   | 2'02”51 | Q |
| 2    | Geena Lara                | Stati Uniti | 2'02”63 | Q |
| 3    | Tetiana Petlyuk           | Ucraina     | 2'02”87 | Q |
| 4    | Olga Cristea              | Moldavia    | 2'03”99 | |
| 5    | Neisha Bernard-Thomas     | Grenada     | 2'04”55 | |
| 6    | Madeleine Pape            | Australia   | 2'05”85 | |
| 7    | Janeth Jepkosgei Busienei | Kenya       | 2'12”81 | q - è ammessa al turno successivo, in quanto dopo l'indiretta collisione con l'antagonista Caster Semenya durante la corsa, aveva perduto la prima posizione con la caduta |

| Pos. | Atleta              | Nazione     | Tempo   | Note |
| ---- | ------------------- | ----------- | ------- | ---- |
| 1    | Mariya Savinova     | Russia      | 2'03”27 | Q    |
| 2    | Jemma Simpson       | Regno Unito | 2'03”33 | Q    |
| 3    | Mayte Martínez      | Spagna      | 2'03”39 | Q    |
| 4    | Élodie Guégan       | Francia     | 2'03”87 | q    |
| 5    | Irina Krakoviak     | Lituania    | 2'04”26 |      |
| 6    | Elena Mirela Lavric | Romania     | 2'04”49 |      |
| 7    | Leonor Piuza        | Mozambico   | 2'08”08 |      |

| Pos. | Atleta           | Nazione     | Tempo   | Note             |
| ---- | ---------------- | ----------- | ------- | ---------------- |
| 1    | Yuliya Krevsun   | Ucraina     | 2'02”20 | Q                |
| 2    | Jennifer Meadows | Regno Unito | 2'02”47 | Q                |
| 3    | Hazel Clark      | Stati Uniti | 2'02”67 | Q                |
| 4    | Lucia Klocová    | Slovacchia  | 2'02”98 | q                |
| 5    | Marian Burnett   | Guyana      | 2'03”89 | q                |
| 6    | Yeliz Kurt       | Turchia     | 2'13”42 |                  |
| 7    | Aishath Reesha   | Maldive     | 2'28”00 | Record nazionale |
| 8    | Sanaa Abubkheet  | Palestina   | dq      |                  |

| Pos. | Atleta               | Nazione   | Tempo   | Note |
| ---- | -------------------- | --------- | ------- | ---- |
| 1    | Elisa Cusma Piccione | Italia    | 2'02”33 | Q    |
| 2    | Anna Rostkowska      | Polonia   | 2'02”37 | Q    |
| 3    | Halima Hachlaf       | Marocco   | 2'02”46 | Q    |
| 4    | Elena Kotulskaya     | Russia    | 2'02”49 | q    |
| 5    | Lenka Masná          | Rep. Ceca | 2'03”32 | q    |
| 6    | Eléni Filándra       | Grecia    | 2'06”39 |      |
| 7    | Natalia Gallego      | Andorra   | 2'18”75 |      |

| Pos. | Atleta         | Nazione            | Tempo   | Note |
| ---- | -------------- | ------------------ | ------- | ---- |
| 1    | Pamela Jelimo  | Kenya              | 2'03”50 | Q    |
| 2    | Maggie Vessey  | Stati Uniti        | 2'04”07 | Q    |
| 3    | Kenia Sinclair | Giamaica           | 2'04”52 | Q    |
| 4    | Rosibel García | Colombia           | 2'04”73 |      |
| 5    | Jana Hartmann  | Germania           | 2'04”99 |      |
| 6    | Nataliia Lupu  | Ucraina            | 2'06”74 |      |
| 7    | Salome Dell    | Papua Nuova Guinea | 2'08”22 |      |

| Pos. | Atleta           | Nazione       | Tempo   | Note                                     |
| ---- | ---------------- | ------------- | ------- | ---------------------------------------- |
| 1    | Zulia Calatayud  | Cuba          | 2'02”33 | Q                                        |
| 2    | Hasna Benhassi   | Marocco       | 2'02”83 | Q                                        |
| 3    | Marilyn Okoro    | Regno Unito   | 2'03”07 | Q                                        |
| 4    | Svetlana Klyuka  | Russia        | 2'03"40 | dq                                       |
| 5    | Daniela Reina    | Italia        | 2'06”30 |                                          |
| 6    | Annabelle Lascar | Mauritius     | 2'06”53 | Miglior prestazione personale stagionale |
| 7    | Nikki Hamblin    | Nuova Zelanda | 2'31”94 |                                          |

### Semifinali
Lunedì 17 agosto 2009
| Pos. | Atleta          | Nazione     | Tempo   | Note |
| ---- | --------------- | ----------- | ------- | ---- |
| 1    | Mariya Savinova | Russia      | 1'59”30 | Q    |
| 2    | Yuliya Krevsun  | Ucraina     | 1'59”38 | Q    |
| 3    | Mayte Martínez  | Spagna      | 1'59”72 | q    |
| 4    | Hasna Benhassi  | Marocco     | 2'00”06 |      |
| 5    | Jemma Simpson   | Regno Unito | 2'00”57 |      |
| 6    | Geena Lara      | Stati Uniti | 2'01”30 |      |
| 7    | Zulia Calatayud | Cuba        | 2'01”53 |      |
| 8    | Élodie Guégan   | Francia     | 2'04”38 |      |

| Pos. | Atleta                    | Nazione     | Tempo   | Note                                     |
| ---- | ------------------------- | ----------- | ------- | ---------------------------------------- |
| 1    | Caster Semenya            | Sudafrica   | 1'58”66 | Q                                        |
| 2    | Jennifer Meadows          | Regno Unito | 1'59”45 | Q                                        |
| 3    | Janeth Jepkosgei Busienei | Kenya       | 1'59”47 | q                                        |
| 4    | Hazel Clark               | Stati Uniti | 1'59”96 | Miglior prestazione personale stagionale |
| 5    | Svetlana Klyuka           | Russia      | 2'00"48 | dq                                       |
| 6    | Tetiana Petlyuk           | Ucraina     | 2'00”90 |                                          |
| 7    | Lucia Klocová             | Slovacchia  | 2'01”56 |                                          |
| 8    | Marian Burnett            | Guyana      | 2'02”75 |                                          |
| 9    | Halima Hachlaf            | Marocco     | dnf     |                                          |

| Pos. | Atleta               | Nazione     | Tempo   | Note |
| ---- | -------------------- | ----------- | ------- | ---- |
| 1    | Elisa Cusma Piccione | Italia      | 2'00”62 | Q    |
| 2    | Marilyn Okoro        | Regno Unito | 2'01”01 | Q    |
| 3    | Anna Rostkowska      | Polonia     | 2'01”40 |      |
| 4    | Elena Kotulskaya     | Russia      | 2'02”02 |      |
| 5    | Kenia Sinclair       | Giamaica    | 2'02”31 |      |
| 6    | Lenka Masná          | Rep. Ceca   | 2'02”55 |      |
| 7    | Maggie Vessey        | Stati Uniti | 2'03”55 |      |
| 8    | Pamela Jelimo        | Kenya       | dnf     |      |

### Finale
Mercoledì 19 agosto 2009
| Pos.    | Atleta                    | Età | Nazione     | Tempo   | Nota                                     |
| ------- | ------------------------- | --- | ----------- | ------- | ---------------------------------------- |
| Oro     | Caster Semenya            | 18  | Sudafrica   | 1'55"45 | Miglior prestazione mondiale stagionale  |
| Argento | Janeth Jepkosgei Busienei | 25  | Kenya       | 1'57"90 | Miglior prestazione personale stagionale |
| Bronzo  | Jennifer Meadows          | 28  | Regno Unito | 1'57"93 | Miglior prestazione personale            |
| 4       | Yuliya Krevsun            | 28  | Ucraina     | 1'58"00 | Miglior prestazione personale stagionale |
| 5       | Mariya Savinova           | 24  | Russia      | 1'58"68 |                                          |
| 6       | Elisa Cusma Piccione      | 28  | Italia      | 1'58"81 | Miglior prestazione personale stagionale |
| 7       | Mayte Martínez            | 33  | Spagna      | 1'58"81 | Miglior prestazione personale stagionale |
| 8       | Marilyn Okoro             | 28  | Regno Unito | 2'00"32 |                                          |